# 斯里蘭卡曙鳳蝶
斯里蘭卡曙鳳蝶（学名：Atrophaneura jophon）是斯里蘭卡特有的一種鳳蝶。

## 保育狀況
其被列為《瀕危野生動植物種國際貿易公約》附錄二的物種，被限制出口及貿易。

## 外部連結
- ARKive